# 卡尔·埃贡五世 (菲斯滕贝格)
卡尔·埃贡·马克西米利安·玛利亚·埃米尔·利奥·埃尔文·弗朗西斯库斯·克萨维尔·约翰内斯（德語：Karl Egon Maximilian Maria Emil Leo Erwin Franziskus Xaver Johannes；1891年5月6日—1973年9月23日）出生于维也纳。皮尔格利茨系的菲斯滕贝格亲王。称：卡尔·埃贡五世。是菲斯滕贝格亲王马克西米利安·埃贡二世的长子。
1921年4月26日，卡尔·埃贡在维也纳与诺斯提茨-里内克女伯爵弗郎西斯卡结婚，二人婚后没有子嗣。
因为没有子女，卡尔·埃贡亲王去世后将皮尔格利茨系的菲斯滕贝格亲王头衔传给早逝的弟弟的长子约阿希姆·埃贡，菲斯滕贝格-魏特拉领地伯爵则由约阿希姆·埃贡的第三子约翰内斯继承。
| 王位覬覦者                     | 王位覬覦者                                            | 王位覬覦者             |
| ------------------------------ | ----------------------------------------------------- | ---------------------- |
| 前任者： 马克西米利安·埃贡二世 | — 名义上的 — 菲斯滕贝格-皮尔格利茨亲王 1941年－1973年 | 繼任者： 约阿希姆·埃贡 |
| 前任者： 马克西米利安·埃贡二世 | — 名义上的 — 菲斯滕贝格-魏特拉领地伯爵 1941年－1973年 | 繼任者： 约翰内斯      |